# Roland Totheroh
Roland Herbert Totheroh (29 de noviembre de 1890-18 de junio de 1967) fue un director de fotografía estadounidense, que se destacó por ser el camarógrafo habitual de las películas de Charlie Chaplin. Trabajó con Chaplin desde 1915 hasta la década de 1940 en más de 30 películas. A menudo se le anunciaba como Rollie Totheroh.

## Biografía
Nació en San Francisco, California el 29 de noviembre de 1890 de John Edgar Totheroh y Emma Gertrude Ashman. Su hermano fue el escritor Dan Totheroh (1894-1976) Se casó y tuvo un hijo, el actor Jack Totheroh (1914-2011). Murió el 18 de junio de 1967 en Los Ángeles, California.

## Legado
Totheroh fue caracterizado en la película Chaplin por David Duchovny .

## Filmografía
* indica una película que no es de Chaplin.
- The Floorwalker (corto de 1916) (con William C. Foster )
- El bombero (breve de 1916) (con William C. Foster)
- The Vagabond (corto de 1916) (con William C. Foster)
- One AM (corto de 1916) (con William C. Foster)
- El conde (breve de 1916) (con George C. Zalibra)
- The Pawnshop (corto de 1916) (con William C. Foster)
- Detrás de la pantalla (corto de 1916) (con George C. Zalibra)
- The Rink (corto de 1916) (con George C. Zalibra)
- Easy Street (corto de 1917) (con George C. Zalibra)
- The Cure (corto de 1917) (con George C. Zalibra)
- El inmigrante (breve de 1917) (con George C. Zalibra)
- El aventurero (corto de 1917) (con George C. Zalibra)
- La vida de un perro (breve de 1918)
- Hombro Brazos (1918 corto)
- Sunnyside (corto de 1919)
- El profesor (cortometraje inacabado de 1919)
- El placer de un día (breve de 1919)
- El niño (1921)
- La clase ociosa (corto de 1921)
- Día de pago (breve de 1922)
- Una mujer de París (1923) (con Jack Wilson)
- La fiebre del oro (1925)
- El circo (1928)
- Luces de la ciudad (1931) (con Gordon Pollock)
- Tiempos modernos (1936) (con Ira H. Morgan)
- El gran dictador (1940) (con Karl Struss )
- Monsieur Verdoux (1947) (con un Curt Courant no acreditado)
- Canción de mi corazón * (1948)
- Limelight (1952) (acreditado a Karl Struss; solo "consultor fotográfico")